# Sphagemacrurus
Sphagemacrurus es un género de peces actinopterigios de la familia Macrouridae y de la orden de los gadiformes.

## Especies
- Sphagemacrurus decimalis (C. H. Gilbert & C. L. Hubbs, 1920)
- Sphagemacrurus gibber (C. H. Gilbert & Cramer, 1897)
- Sphagemacrurus grenadae (Parr, 1946)
- Sphagemacrurus hirundo (Collett, 1896)
- Sphagemacrurus pumiliceps (Alcock, 1894)
- Sphagemacrurus richardi (M. C. W. Weber, 1913)

- Datos: Q384046
- Multimedia: Sphagemacrurus / Q384046
- Especies: Sphagemacrurus